# Târgușor, Bihor
Târgușor este un sat în comuna Cherechiu din județul Bihor, Crișana, România.

 Acest articol despre o localitate din județul Bihor este deocamdată un ciot. Puteți ajuta Wikipedia prin completarea lui.